# Kochcice
Kochcice (niem. Kochczütz) – wieś sołecka w Polsce położona w województwie śląskim, w powiecie lublinieckim, w gminie Kochanowice. Do 1954 roku była siedzibą gminy Kochcice.
W latach 1945–1954 istniała gmina Kochcice z siedzibą w Kochanowicach. W latach 1954–1972 wieś należała i była siedzibą władz gromady Kochcice. W latach 1975–1998 miejscowość administracyjnie należała do województwa częstochowskiego.
Liczba mieszkańców wsi wynosi 1889, a razem z należącą do sołectwa Szklarnią 1988.

## Nazwa
Nazwa wsi pochodzi od polskiego określenia na uczucie miłości - kochania. Niemiecki językoznawca Heinrich Adamy w swoim dziele o nazwach miejscowych na Śląsku wydanym w 1888 roku we Wrocławiu wymienia pierwotną nazwę wsi jako Kochczice podając jej znaczenie Liblingsort czyli miejscowość miłości. Nazwa wsi została później fonetycznie zgermanizowana na Kochczütz i utraciła swoje pierwotne znaczenie.
Niektórzy wywodzą również nazwę Kochcice od nazwiska pierwszych właścicieli Kochcickich. Nawiązanie do znaczenia nazwy znajduje się w herbie miejscowości. Od końca XVIII w. wieś posiadała pieczęć gminną, na której wizerunku umieszczono serce, z którego wyrastają trzy strzały.

## Części wsi
| SIMC    | Nazwa     | Rodzaj |
| ------- | --------- | ------ |
| 0134798 | Biały Ług | osada  |

## Historia
Pierwsza wzmianka o miejscowości pojawia się w dokumentach z roku 1419, później w połowie XV wieku miejscowość ta należała do Kochcickich.
Od roku 1645 miejscowość należała do grafa Andreasa Cellari. Na początku XX wieku Kochcice nabyte zostały przez hrabiego Franciszka von Ballestrema.

## Pałac von Ballestrema
W Kochcicach znajduje się Wojewódzki Ośrodek Rehabilitacji, który zajmuje się rehabilitacją i leczeniem sanatoryjnym. Ośrodek ten ulokowany jest w pałacu Ludwika Karola von Ballestrema, który budowany był na początku XX wieku w latach 1903–1909. 
Przy pałacu znajduje się park, a w jego pobliżu dawne zabudowania folwarczne i przemysłowe, m.in. budynek dawnej gorzelni.

## Transport
13 grudnia 2020 na terenie wsi uruchomiono przystanek Kochcice-Glinica.